# Хошкруд (дегестан, остан Марказі)
Хошкруд (перс. خشك رود) — дегестан в Ірані, в Центральному бахші, в шагрестані Зарандіє остану Марказі. За даними перепису 2006 року, його населення становило 9431 особу, які проживали у складі 2104 сімей.

## Населені пункти
До складу дегестану входять такі населені пункти:
- Азад-Кін
- Аліабад
- Аманіє
- Белафту
- Бідлу
- Верде
- Гебран
- Госейнабад
- Госейнабад
- Есфаганак
- Кешлак-е Башір
- Кешлак-е Сабз-Алі
- Кешлак-е Сардар
- Кешлак-е Юсеф-Алі
- Кушкак
- Лалекан
- Малард
- Парвінабад
- Сейєдабад
- Торакан
- Хошкруд
- Шур-Болаг